# Synagoga w Synowódzku Wyżnym
Synagoga w Synowódzku Wyżnym – synagoga, która została zniszczona przez Niemców po zajęciu przez nich miasta podczas agresji na Związek Radziecki. Jej data powstania nie jest znana. Po wojnie nie została odbudowana i obecnie nie istnieje.